# Гидромеханизация (предприятие)
ЗАО «Гидромеханизация» — предприятие в городе Миассе Челябинской области. Специализируется на производстве электрических земснарядов производительностью от 400 до 3000 м³/ч и проведении гидромеханизированных работ.

## История
- ЗАО «Гидромеханизация» основана 15 апреля 1957 года. 15 апреля 1957 года был подписан Приказ № 57 по тресту «Уралсибгидромеханизация» об организации УНР-320 в г. Миассе, позднее переименованное в Миасское специализированное управление, ныне — ЗАО «Гидромеханизация». Предприятие было ориентированно на выполнение специализированных строительно-монтажных работ, в числе которых: гидротехническое строительство и гидромеханизированная разработка карьеров, дноуглубительные работы на прудах и водохранилищах.
- В марте 1967 года предприятием сдан в эксплуатацию Ремонтно-механический завод, приступивший к выпуску земснарядов. До указанного момента земснаряды поставлялись с Московского завода гидрооборудования.
- С 2000 года ЗАО «Гидромеханизация» занимается производством земснарядов для проведения земляных работ, выпускаемых под маркой «Миасс».
- Осенью 2006 года запущен в работу шнековый земснаряд «Миасс 800/40С» для добычи сапропеля

## Деятельность
Предприятие специализируется на производстве земснарядов, средств гидромеханизации и запасных частей к ним, производстве гидромеханизарованных работ.
Отдельным направлением деятельности предприятия является добыча песка в Челябинской области с помощью собственных земснарядов.

### Структура предприятия
Основные цеха: ремонтной-механический цех, механо-сборочный. Есть отделы главного механика, главного энергетика, конструкторский отдел, а также в штате имеются геодезисты и маркшейдер.